# Viện Hàn lâm Khoa học Quốc phòng Triều Tiên
Viện Hàn lâm Khoa học Quốc phòng Triều Tiên (tiếng Hàn: 국방과학원; Hanja: 國防科學院), tiền thân là Viện Hàn lâm Khoa học Tự nhiên Thứ hai (tiếng Hàn: 제2자연과학원; Hanja: 第二自然科學院), là tổ chức của Cộng hòa Dân chủ Nhân dân Triều Tiên có liên quan đến chương trình tên lửa, bao gồm cả Hwasong-14. Viện này đặt trụ sở tại Bình Nhưỡng và hiện do Đại tá Jang Chang-ha lãnh đạo.
Tổ chức này từng bị chính phủ Mỹ áp đặt lệnh trừng phạt và phải chịu sự kiểm soát xuất khẩu theo Nghị quyết 2270 của Hội đồng Bảo an Liên Hợp Quốc.

## Lịch sử
Tổ chức này chính thức thành lập vào năm 1964 với tên gọi ban đầu là Cơ quan Phát triển Quốc phòng trực thuộc Bộ An ninh Quốc gia. Năm 1970, nó đổi tên thành Viện Hàn lâm Khoa học Tự nhiên Thứ hai và dời sang Ủy ban Kinh tế Thứ hai. Năm 2010, tổ chức này bị phía Mỹ áp đặt lệnh trừng phạt. Vào thập niên 2000, Viện Hàn lâm Khoa học Tự nhiên Thứ hai bị chuyển đến Cục Công nghiệp Quân sự trực thuộc Đảng Lao động Triều Tiên. Năm 2014, Viện được đổi tên thành Cơ quan Phát triển Quốc phòng Tên lửa Hành trình. Từ năm 2021 lại đổi gọi là Viện Hàn lâm Khoa học Quốc phòng Triều Tiên như hiện nay.

### Hải chiến
Viện Hàn lâm phụ trách việc phát triển tàu chiến hải quân và vũ khí, đồng thời có cả Viện Nghiên cứu Hàng hải, đặt trụ sở tại Nhà máy Đóng tàu Nam Sinpo.
Viện Hàn lâm này còn điều hành Viện Thiết kế Tàu Namp’o.

## Lãnh đạo
- Jang Chang-ha (hiện tại)[2]
- Choe Chun-sik (kh. 2012)[2]